# Sultan Sushi
Sultan Sushi is een voormalig Vlaams productiehuis van televisieprogramma's. Het werd vooral bekend met Fata Morgana, een programma van Eén.

## Geschiedenis
Het bedrijf werd in 2003 opgericht door Johan Tuyaerts, Jan Keersmaekers, Ann Marain en Caroline Vergauwen.
Sultan Sushi was onafhankelijk en werkte voor alle grote Vlaamse zenders. Programma's waren onder meer Verborgen Verleiders (Eén), Wit in Vegas en Wit Down Under (Eén), In Vino (Canvas), Go IV voor Ketnet, De 5e boog (Ketnet), Wie komt er eten? (VTM), Huizenjacht (VT4), De Mosterd van Abraham (VT4), De dokters van morgen (Eén), Onder Hoogspanning (VT4), Fata Morgana, De Brandkast (VT4-VIJFtv), Droomhuis voor VijfTV, Onder Hoogspanning XL voor VT4, MyTV voor VT4, De Mosterd van Abraham voor VijfTV, Red Sonja voor Canvas, Danni Lowinski voor VTM, On Tour voor Disney Channel Nederland en Vlaanderen, Marsman (Eén) en De Jurk voor Vitaya.
Hun slogan was "TV is an adventure" en ze maakten ook programma's die scoorden in het buitenland. Zo was er een Franse en Nederlandse versie van hun hit Fata Morgana, een voor RTBF en ook Duitsland had in de zomer van 2008 zijn Fata Morgana. Een Nederlandse versie van Wit Down Under ("Hartstocht Down Under" - Net5) werd in het najaar van 2006 gemaakt voor Net5 (SBS Nederland).
In september 2006 begon Sultan Sushi met Sushi Corporate, een subdivisie die zich focuste op het maken van bedrijfsvideo's. Sushi Corporate deed in de opdrachten voor Singapore Airlines, Neckermann, Telenet en Niropharma. Eerder was het bedrijf zelf al actief in deze markt samen met het toenmalige "TV-agency" (nu One Agency), een samenwerking met de internetpioniers van "The Originals". Ze gingen nadien elk hun eigen weg.
Het 'green' format 'Onder Hoogspanning', dat Sultan Sushi ontwikkelde in opdracht van Electrabel en Ogilvy One werd opgepikt op de internationale televisiebeurs Miptv 2007 in Cannes. Scandinavië (door Solar films, een divisie van Nordisk film), Zuid-Afrika, Polen en de Verenigde Staten namen de optie om het programma datzelfde jaar te maken.
Daarnaast realiseerden zij voor VRT een docusoap over dokters in opleiding, die het reilen en zeilen van studenten geneeskunde in samenwerking met de Katholieke Universiteit Leuven in beeld bracht.
In 2007 startte het productiehuis ook met het organiseren van evenementen, aanvankelijk onder de naam "Satelliet Sushi", die al snel werd veranderd in "Sultan Sushi Events".
Sinds oktober 2011 was het bedrijf een onderdeel van de Duitse groep Red Arrow Entertainment Group GmbH, die zelf deel uitmaakt van de media-gigant ProSiebenSat.1 Media. In februari 2014 kwam Sultan Sushi compleet in handen van Red Arrow. In oktober van dat jaar besloot dit bedrijf om Sultan Sushi op te doeken. 